# Lerstrand

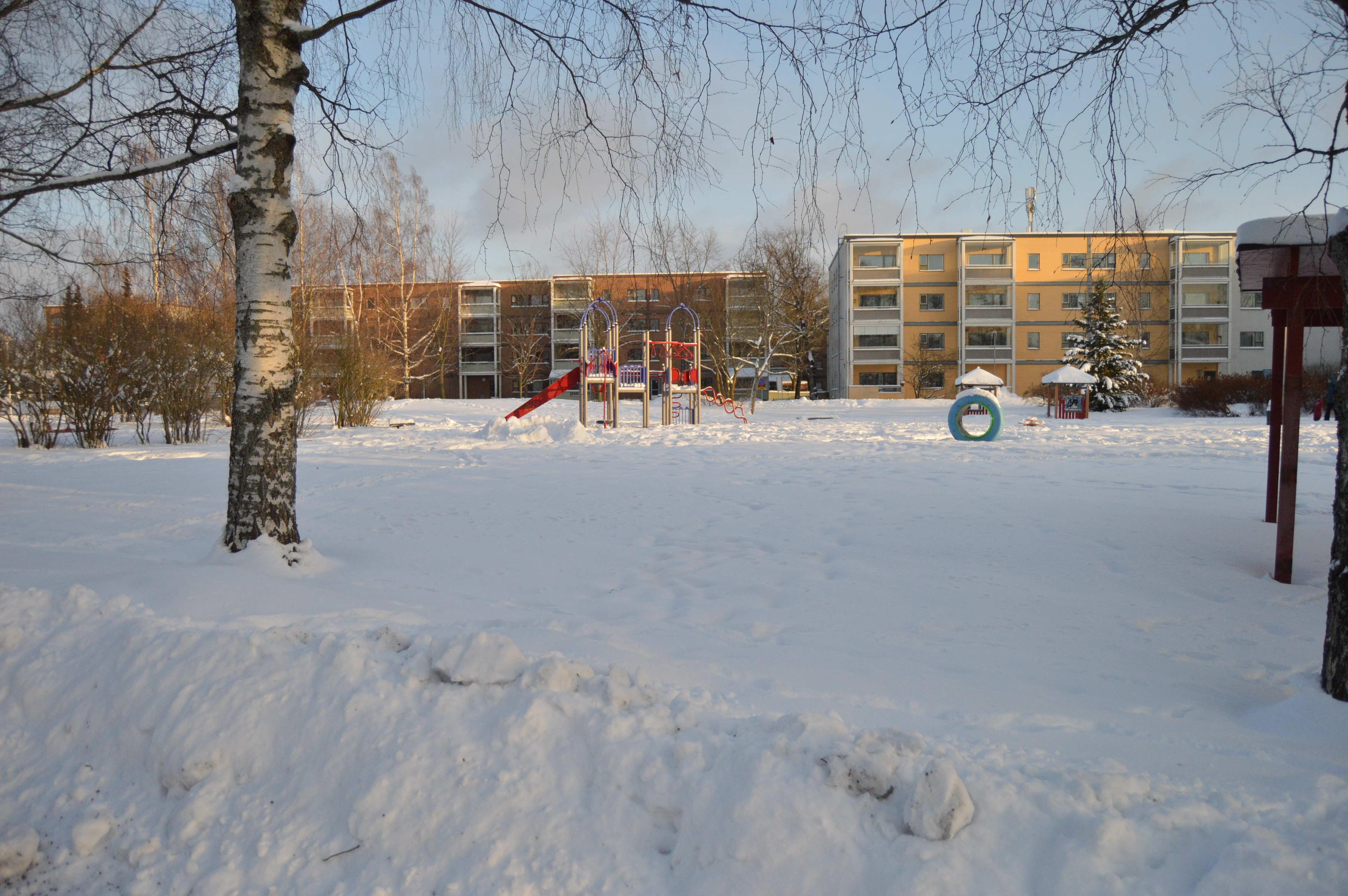
Lerstrand

Lerstrand (fi. Savela) är ett bosättningsområde i stadsdelen Bocksbacka i Helsingfors stad och ligger mellan Stambanan och Vanda å. 
På 1910- och 1920-talen byggdes egnahemshus i trä på området. I en byggnadsplan från 1941 bekräftades områdets status som bostadsområde. På 1960-talet hade de gamla husen förfallit och kommunalteknik saknades. Dessutom låg området inom översvämningszonen för Vanda å på en bädd av 30 meter djup lera. Då Lerstrand stadsplanerades övervägde Helsingfors stad att riva hela området. På 1980- och 1990-talen har främst låga höghus byggts.